# Филип Линдеман
Филип Линдеман II (1 октомври 1925 г. – 26 декември 2011 г.) е американски политик от Американската републиканска партия, който заема място в Общото събрание на Ню Джърси в периода от 1960 до 1962 г.[източник? (Поискан днес)]

## Биография
Филип Линдеман II е роден на 1 октомври 1925 г.
Той получава висше образование в Йейлския университет университет, където завършва през 1948 г., а след това и право в Юридическия факултет на Йейл през 1951 г.
Политическата му кариера започва с избирането му за член на Асамблеята на Ню Джърси през 1959 г., на 34-годишна възраст. Линдеман участва в изборите за едно от 12-те места в Общинския съвет на окръг Есекс, като постига четвърто място сред 24 кандидати с общо 115 361 гласа. През 1961 г. се кандидатира за втори мандат, но е победен от демократа Джон Дж. Милър-младши с разлика от близо 10 000 гласа.
След края на политическата си кариера, Линдеман работи като партньор в адвокатската кантора „Hellting, Lindeman, Goldstein & Siegal, LLP“ в Нюарк. По-късно се пенсионира, живеейки последователно в Манхатън и Нантъкет
Филип Линдеман II умира на 26 декември 2011 г. Погребан е в гробището „Проспект Хил“ в Нантъкет.[източник? (Поискан днес)]